# Veruela
Veruela est une municipalité de la province d'Agusan del Sur, aux Philippines.